# Cecylia và Maciej Brogowski

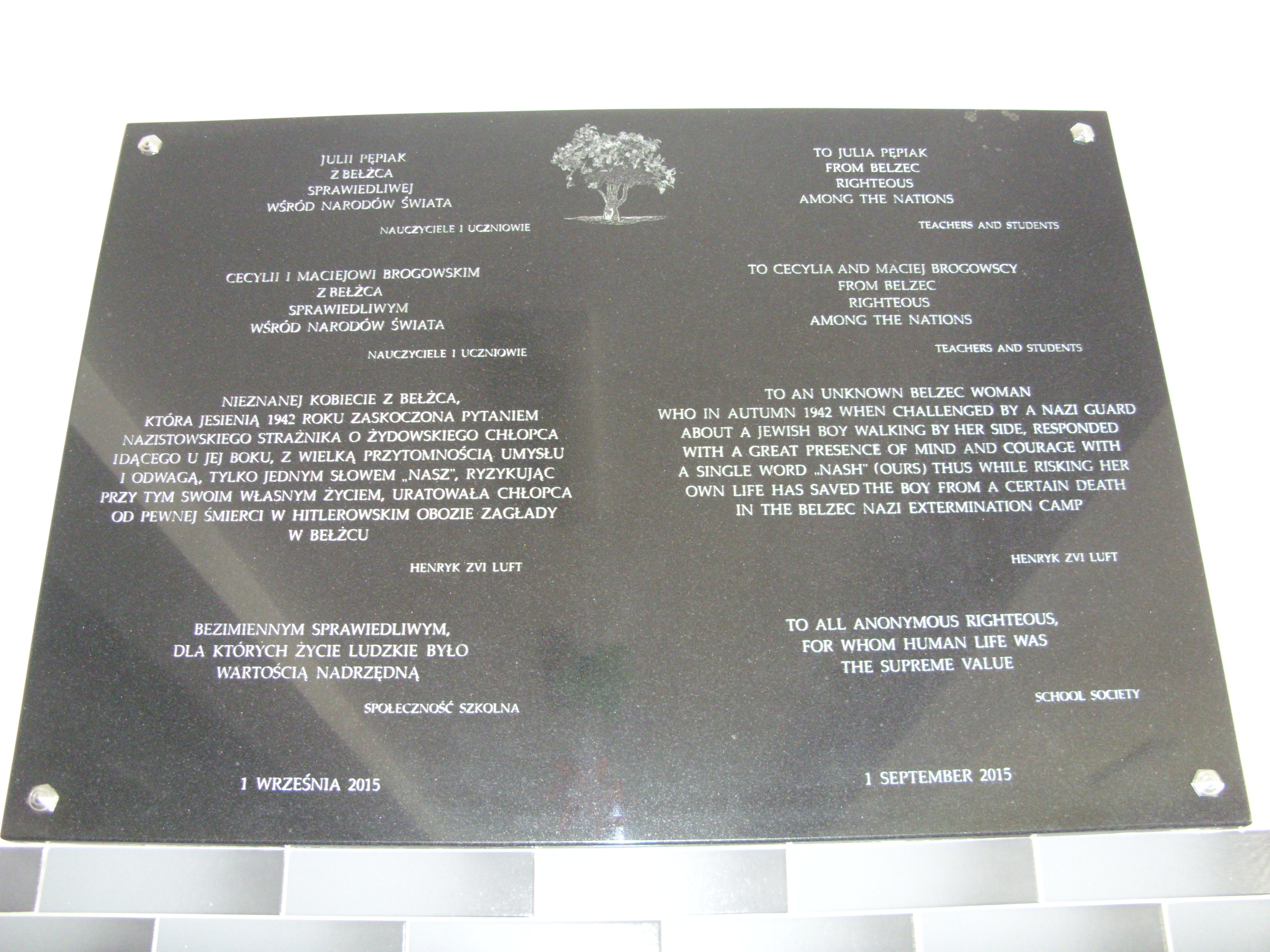
Cecylia và Maciej Brogowski và người dân ngoại công chính từ Bełżec

Cecylia (1905–1980) và Maciej Brogowski (1902–1955) là một cặp vợ chồng Công giáo người Ba Lan. Họ được Yad Vashem công nhận là người dân ngoại công chính vì đã che chở một cô gái Do Thái tên Irena Sznycer ở cùng làng Bełżec với họ vào thời gian Đức chiếm đóng Ba Lan trong Chiến tranh thế giới thứ hai.

## Gia đình Brogowski
Trong Thế chiến II và sự kiện Đức chiếm đóng Ba Lan, Cecylia và Maciej Brogowski cùng ba người con của họ sống ở làng Bełżec, gần trại hủy diệt Bełżec. Nhà Brogowskis có thể thấy người Do Thái bị đưa đến trại và nhìn thấy khói từ lò hỏa táng được vận hành tại trại.
Chị gái của Maciej Brogowski, Ksawera Brogowska, làm quản gia ở Warsaw.

## Giải cứu Irena Sznycer
Từ năm 1941 cho đến khi giải phóng vào năm 1945, Cecylia và Maciej Brogowski đã che giấu một cô gái Do Thái trẻ tên Irena Sznycer từ Gestapo của Đức.
Sznycer được sinh ra ở Kraków. Khoảng sáu tuổi, cô được mẹ đưa đến Warsaw và nhờ người thân che chở. Cha mẹ và các chị gái của cô đã bị bắt vào khoảng thời gian đó và đã chết trong cuộc diệt chủng Holocaust. Người thân của cô đã ở ẩn và sợ rằng vẻ ngoài Do Thái của Sznycer sẽ gây nguy hiểm cho họ nên họ không thể chăm sóc cô ấy. Sau khi thất bại trong việc gửi cô vào trại trẻ mồ côi, họ đã sắp xếp cho cô được chuyển từ Warsaw đến làng Bełżec.
Sznycer đến Bełżec cùng với quản gia người Ba Lan Ksawera Brogowska và bạn của cô là Maria Leszczyńska. Cả ba đều được anh trai của Brogowska là Maciej Brogowski và vợ của anh ta là Cecylia. Cecylia và Maciej Brogowski đã cho Sznycer trú ẩn từ năm 1941, khi cô khoảng sáu tuổi, cho đến khi Ba Lan được giải phóng vào năm 1945. Nhà Brogowskis có ba đứa con vào thời điểm đó, đứa nhỏ nhất trong số đó, Marysia hoặc Maria, bằng tuổi với Sznycer. Sznycer được đối xử như một thành viên trong gia đình. Cô giúp họ làm việc trên cánh đồng và ngủ chung giường với Maria. Maria và Sznycer trở nên vô cùng thân thiết.
Nhà Brogowskis tìm thấy việc chở che cho Sznycer đầy thách thức, đặc biệt vì ngôi làng rất gần với trại hủy diệt Bełżec. Con cái của họ đã giúp bảo vệ Sznycer, an ủi và ở cùng cô trong một căn hầm khi cô phải trốn tránh các cuộc tuần tra của Đức Quốc xã. Khi cô không thể trốn, nhà Brogowskis gọi cô là cháu gái của họ. Có một lần, Sznycer được xác định là người Do Thái, nhưng gia đình đã đánh lạc hướng người tố cáo bằng thức ăn và rượu. Sau đó, họ đã rửa tội cho Sznycer với hy vọng có thể bảo vệ cô.

## Sau chiến tranh
Sau Thế chiến II, Sznycer đã trải qua vài năm trong trại trẻ mồ côi Bund. Năm 1949, cô chuyển đến một kibbutz ở Israel cùng với những thanh niên di tản khác. Nhiều năm sau, các bên đã cố gắng liên lạc lại, nhưng Sznycer đã quên họ của gia đình Ba Lan.
Một người con của Brogowskis, hiện là Maria Jurczak, đã đăng quảng cáo trên một tờ báo với một bức ảnh của Sznycer. Một người bạn của Sznycer đã phát hiện điều này và đưa hai người họ đến gặp nhau. Sznycer (nay là Rina Feinmesser) đã gặp Maria vào năm 2007. Đến thời điểm đó, gần sáu thập kỷ sau, cha mẹ của gia đình Brogowski đã chết.
Nhà Brogowskis đã được Yad Vashem trao tặng danh hiệu người dân ngoại công chính tại Jerusalem năm 2006 (hoặc 2008), do người con gái Maria nhận.